# Diane Marleau
Pour les articles homonymes, voir Marleau.
Diane Marleau, née le 21 juin 1943 à Kirkland Lake et morte le 30 janvier 2013 à Sudbury, Ontario, est une comptable et femme politique canadienne.

## Biographie
Née le 21 juin 1943 à Kirkland Lake en Ontario,, Diane Marleau est une « alderman » (conseillère municipale) à Sudbury (Ontario) et conseillère régionale de la municipalité régionale de Sudbury de 1980 à 1985.
Elle est d'abord élue députée à la Chambre des communes du Canada sous la bannière du Parti libéral du Canada dans la circonscription de Sudbury lors de l'élection fédérale de 1988. Elle sera réélue en 1993, 1997, 2000, 2004 et 2006.
Lorsque les libéraux de Jean Chrétien sont élus pour former un gouvernement à la suite de l'élection de 1993, Marleau est nommée au conseil des ministres. Elle sert à titre de ministre de la Santé et ministre du Sport amateur de 1993 à 1996. En 1996, elle est nommée ministre des Travaux publics et ministre des Approvisionnements et des Services, ce qui est vu comme une rétrogradation. Elle cherche notamment à faciliter l'accès à l'avortement.
Durant son mandat, ces deux postes sont fusionnés en un poste, le ministre des Travaux publics et des Services gouvernementaux. En 1997, elle est nommée au poste de ministre de la Coopération internationale et ministre responsable de la Francophonie ; elle est éjectée du cabinet entièrement en 1999.
Après avoir été renvoyée à l'arrière-banc, elle devient critique du leadership de Chrétien et vocale dans son appui de Paul Martin pour le remplacer.
En 2004, Martin succède à Chrétien en tant que chef libéral et premier ministre du Canada, et il nomme Marleau secrétaire parlementaire au président du Conseil du Trésor et ministre responsable de la Commission canadienne du blé.
En 2006, Marleau brigue le poste de président de la Chambre des communes du Canada. Son collègue libéral Peter Milliken gagne au premier tour de vote.
Le mari de Marleau, Paul Marleau, est un homme d'affaires important à Sudbury, candidat à la mairie de la ville en 2003.
Diane Marleau meurt le 30 janvier 2013 à la suite d'un cancer colorectal,.